# Evangelische Kirche Thurnhosbach

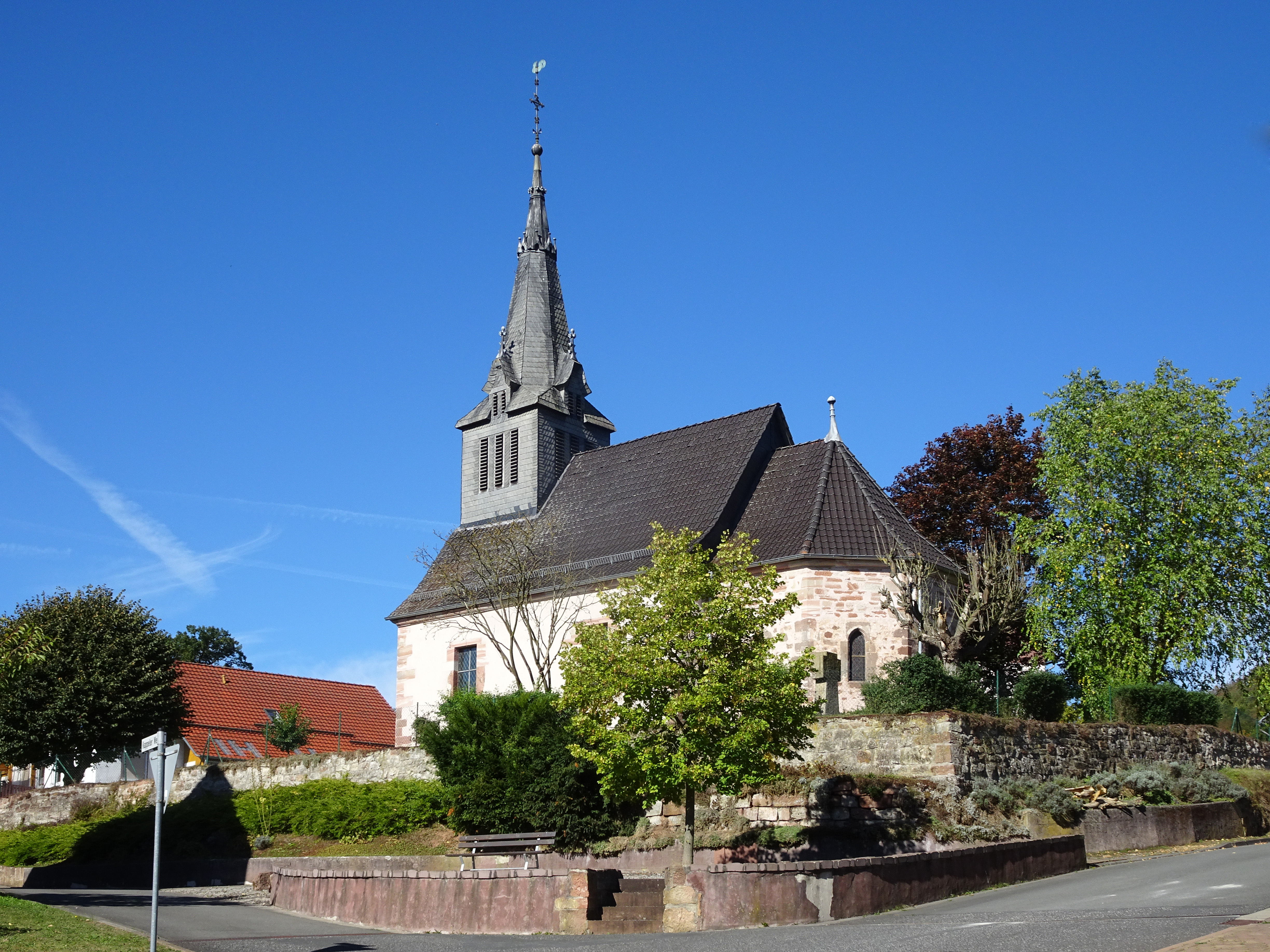
Kirche und Anger in Thurnhosbach

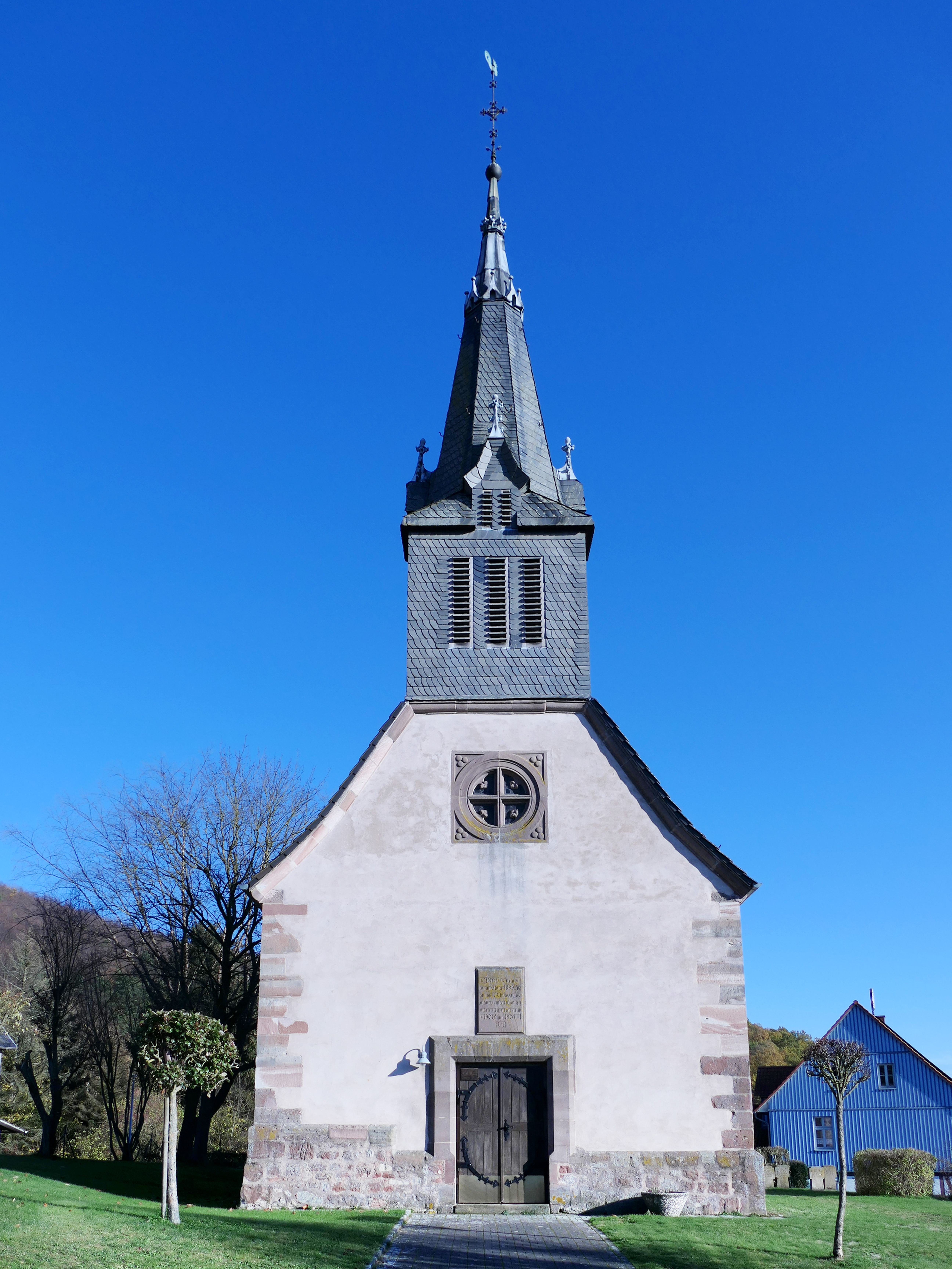
Die westliche Seite mit dem Eingangsportal

Die in der Ortsmitte auf erhöhter Stelle stehende Evangelische Kirche Thurnhosbach dominiert die Silhouette von Thurnhosbach, einem Stadtteil von Sontra im nordhessischen Werra-Meißner-Kreis. Die Gemeinde, des im Jahr 1408 als Dornhospach erstmals erwähnten Orts, bildet mit den Kirchengemeinden Hornel, Sontra, Stadthosbach und Weißenborn das Kirchspiel Sontra. Mit den benachbarten Kirchspielen Berneburg, Ulfen und Wichmannshausen gehört es zum Kooperationsraum Sontraer Land im Kirchenkreis Werra-Meißner innerhalb der Evangelischen Kirche von Kurhessen-Waldeck, im Sprengel Kassel.

## Geschichte
Auf dem Platz der heutigen Dorfkirche standen auch schon vorher die Gotteshäuser der Gemeinde. Die älteste der Kirchen wurde vermutlich schon vor 1461 erbaut. In der Zeit des Dreißigjährigen Krieges (1618 bis 1648) soll sie sehr gelitten und später als einsturzgefährdet gegolten haben. Um 1735 stürzten dann auch, einer Urkunde zufolge, Teile des baufälligen Gebäudes unmittelbar nach einem Gottesdienst ein. Ein Jahr danach ist ein neues Kirchengebäude errichtet worden, für die zwei Bronzeglocken angeschafft und eine Orgel gestiftet wurden.
Für Kirche und Ort wurde 1899 zum Schreckensjahr. Ein Junge zündete am westlichen Rand des Dorfes eine Scheune an, die mit gespeicherten Erntevorräten samt Nachbargebäuden einschließlich der Kirche niederbrannte. Da fast alle Bewohner die Kirmes im Nachbarort Stadthosbach mitfeierten, waren zunächst nur zwei Männer die ersten Löschhelfer. Nach einer schwierigen Rettungsaktion und dank der Windstille konnte ein Teil des Dorfes unversehrt erhalten werden.
Mit einem kleinen Fonds und vielen Spenden wurde die Kirche in den Jahren von 1900 und 1901 nach den Plänen des damaligen Konsistorialbaumeisters der Evangelischen Landeskirche von Kurhessen-Waldeck Gustav Schönermark (* 1854; † 1910) neu errichtet. Bei der Wiederherstellung wurde das Eingangsportal von der Südseite an die Westseite verlegt. Über dem Portal erinnert eine Sandsteintafel an das Jahr 1899, in dem die Kirche bis auf die Umfassungsmauern niederbrannte. Die beim Brand zerborstenen und verglühten Glocken konnten dank der Spenden durch ein neues zweistimmiges Glockengeläute ersetzt werden.
Eigene Pfarrer hatte Thurnhosbach in ununterbrochener Reihe mindestens von 1569 an bis 1680 und auch in der ersten Hälfte des 18. Jahrhunderts. Von 1751 bis 1768 war die Pfarrei mit Diemerode vereinigt und danach, bis 1777, hatte der Ort erneut einen Pfarrer allein. Später wurde Thurnhosbach mit Mitterode und von 1799 bis 1834 mit Bischhausen verbunden. Im Jahr 1868 erfolgte der Zusammenschluss mit Stadthosbach und Thurnhosbach wurde zur Muttergemeinde für die Filialkirche in Stadthosbach.

## Kirchengebäude
Bei der Wiederherstellung nach dem Brand wurde für den ehemaligen Chor, der in das 14. Jahrhundert datiert wird und das Schiff aus dem 16. Jahrhundert, das noch erhaltene Mauerwerk verwendet. Nach den Plänen Schönermarks entstand ein Saalbau im neugotischen Stil und einem Chor mit polygonalen Schluss. Über der Eingangsseite wurde ein stattlicher Dachreiter errichtet, dessen Erker von Fialen und Kreuzblumen bekrönt wird. Für den hohen weiten Raum im Kircheninneren ist als oberer Abschluss ein offener Dachstuhl mit sichtbaren Ankern gewählt worden. Von der bauzeitlichen Ausstattung wird besonders Orgel als erwähnenswert angesehen. Sie wurde 1903 in der Orgelbauwerkstatt von Heinrich Möller und dessen Sohn August Heinrich in Rotenburg an der Fulda erbaut.

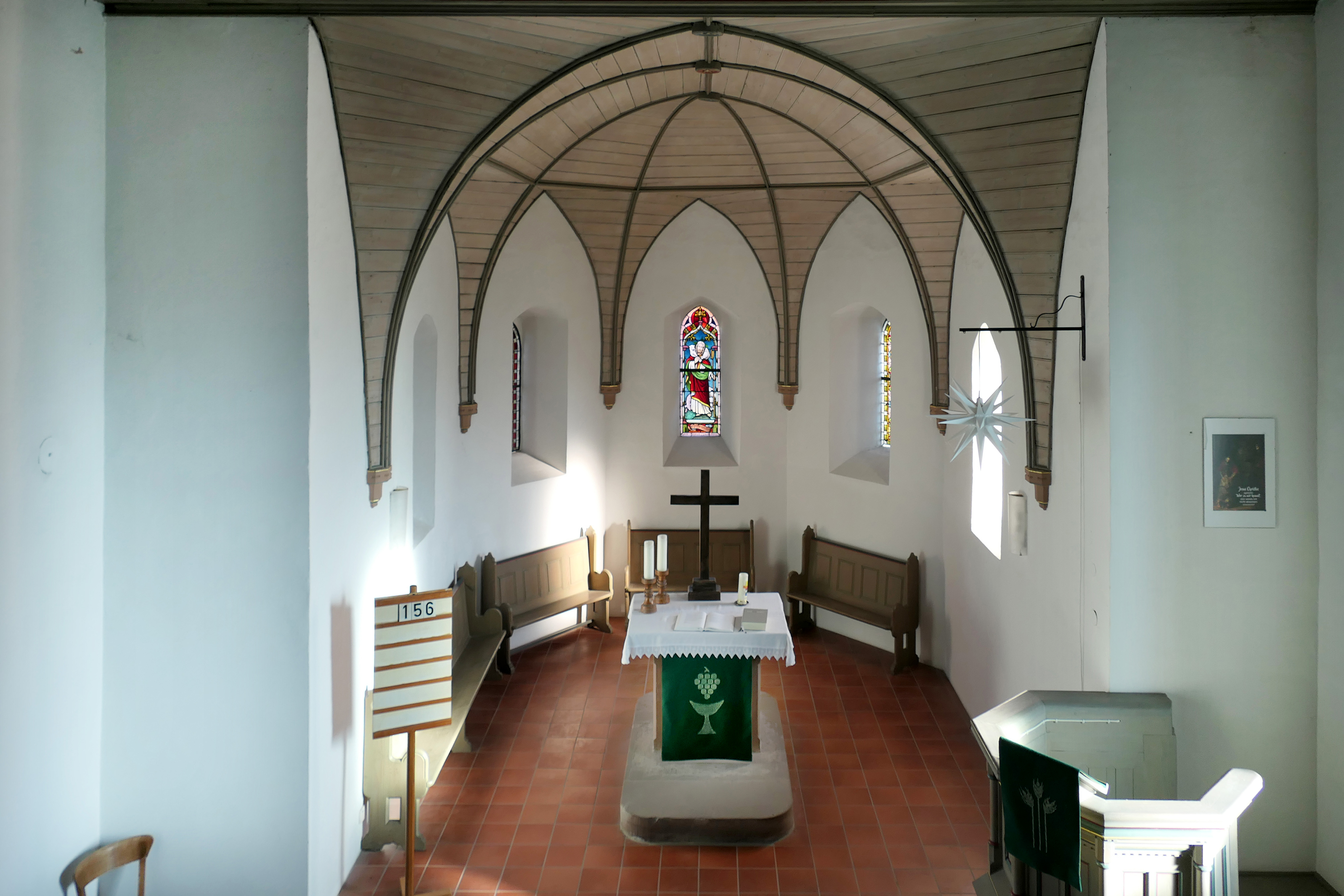
Der Chor am östlichen Ende des Kirchenschiffs
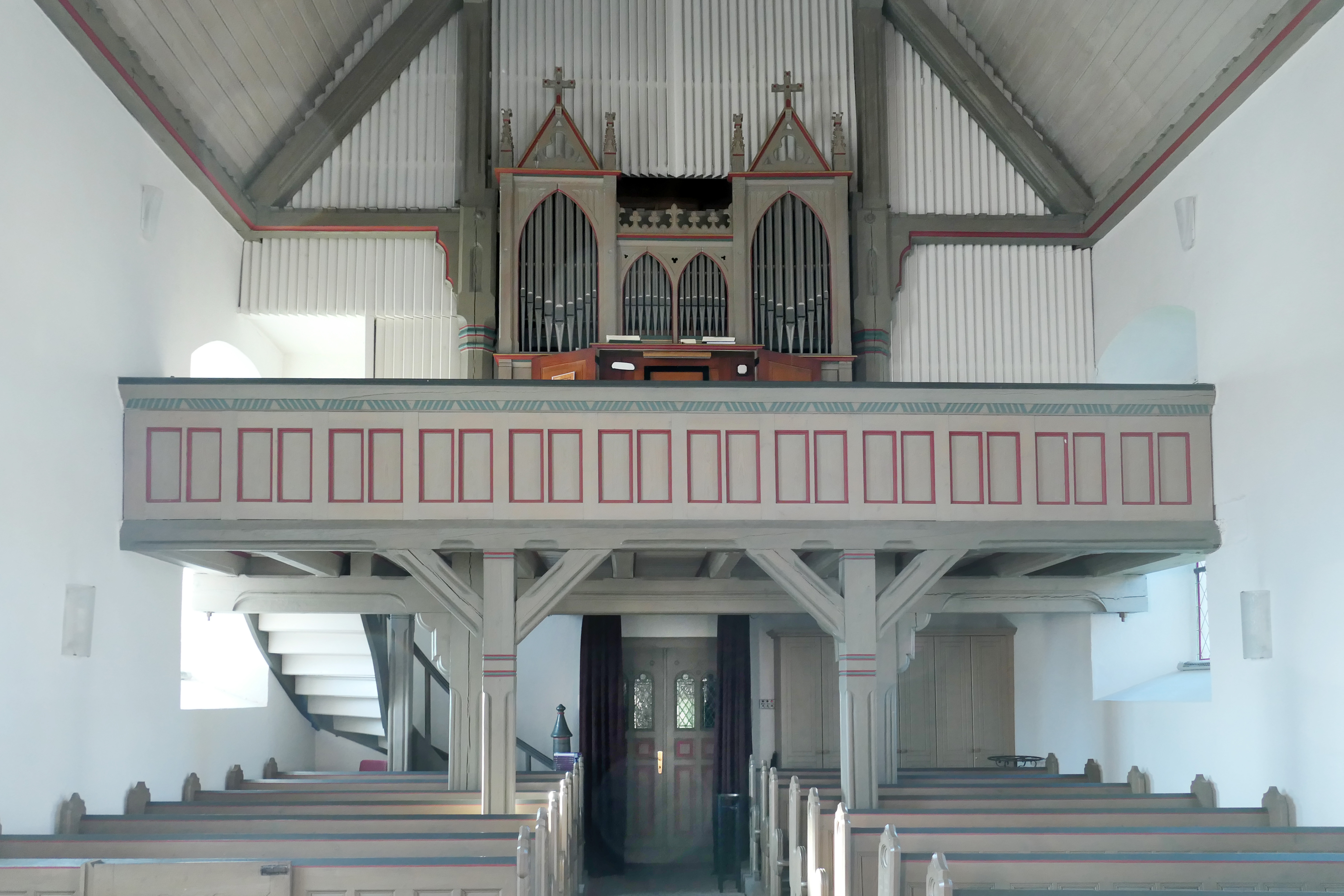
Orgelempore über dem Eingangsbereich

## Denkmalschutz

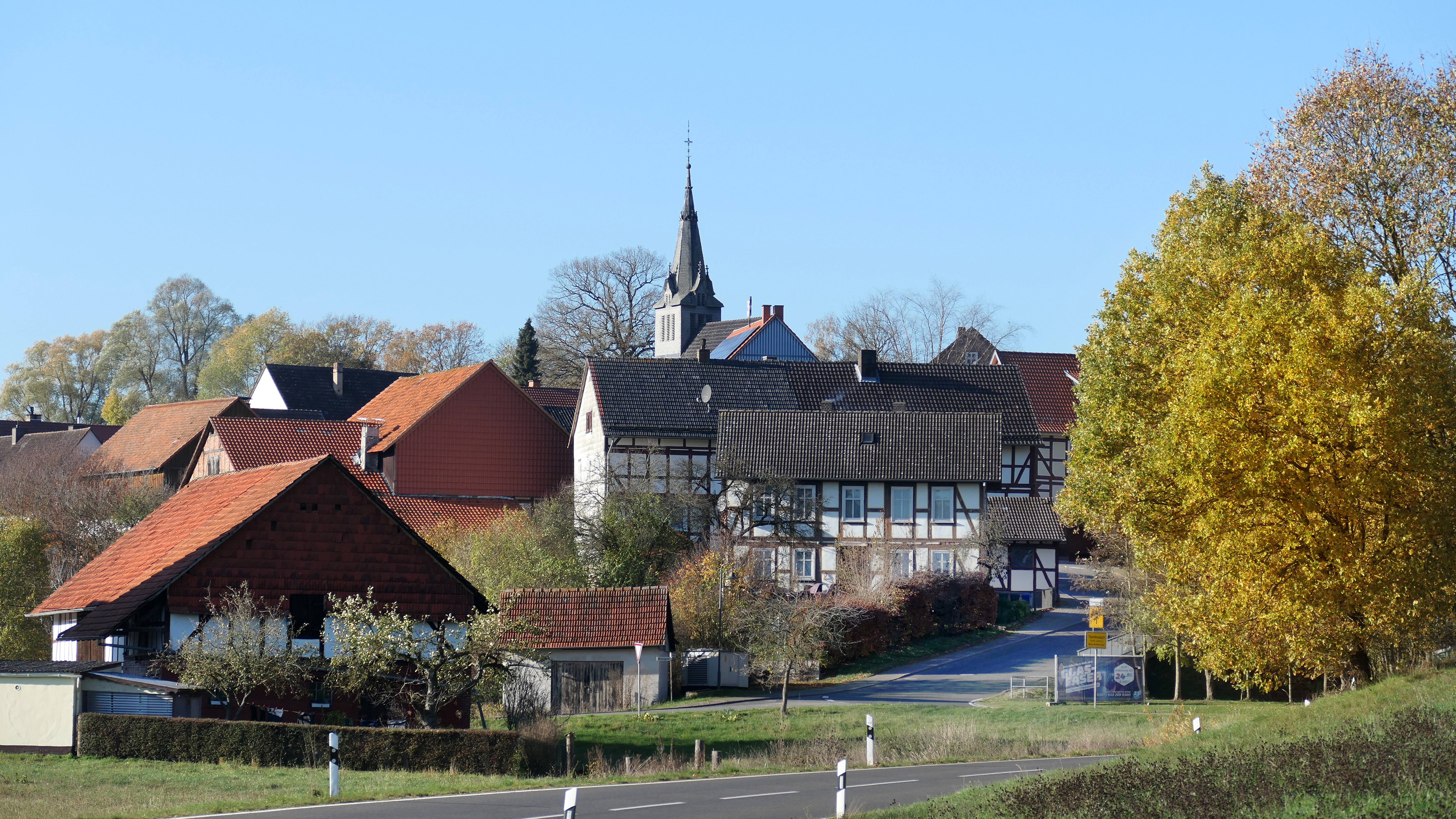
Blick auf den denkmalgeschützten östlichen Teil des Ortes

Wegen ihrer künstlerischen, geschichtlichen und städtebaulichen Bedeutung ist die Dorfkirche ein geschütztes Kulturdenkmal. Die Kirche befindet sich innerhalb der Gesamtanlage im östlichen Teil Thurnhosbachs, die aus geschichtlichen Gründen unter Denkmalschutz steht und zu der im Wesentlichen Hofanlagen mit einem Kern aus dem 18. Jahrhundert gehören. Unterhalb des Kirchhofs liegt der Anger des Ortes, der im Rahmen des Dorferneuerungsprogramms neu gestaltet und wieder mit einer Linde bepflanzt wurde. Im Denkmalverzeichnis des Landes Hessen hat die Kirche die Nummer 38683 und die Gesamtanlage des Ortes die Nummer 38677.